# 蔡宗珍
蔡宗珍（1965年—），中華民國法律學者，現任司法院大法官。國立臺灣大學法律學院兼任教授，研究領域為憲法、國家學、歐洲法，曾任考選部部長。2019年獲時任總統蔡英文提名為司法院大法官。

## 生平
蔡宗珍出生於臺南市。分別就學於中山國中、臺南女中。父親從事法律工作，加之在少年時因閱讀養成對法律的興趣。故高中畢業進入國立臺灣大學法律學院。學士畢業後取得法律研究所碩士學位。
蔡宗珍自述於碩士畢業時，適值時任中華民國總統蔣經國宣布解嚴，個人選擇人生志向時遇上迷惘。最後因獲得奧地利維也納大學研究生獎學金及教育部獎學金，旋先於奥地利维也纳大学學習，後赴德國慕尼黑大学攻讀法學博士。因應當時东欧剧变，國際政治形勢轉變，蔡宗珍認為憲法在帶領威權國家轉型有重要作用，故專攻公法，師從彼得·巴杜拉教授，博士論文以國家學的題材，探討憲法於國家的規範作用。
後返回臺灣，於1996年8月起任教淡江大學公共行政學系，出任歐洲研究所長。2004年8月到國立臺大法學院任副教授，主要講授憲法行政法，主要研究為國家學及歐洲法，2010年晉昇教授。2014年反對實施兩岸服務貿易協議，認為「行政部門如果強行實施屬於違憲。」、「有賣臺隱憂」，有國民黨籍立法委員稱她為「反服貿大將」。
2016年5月起任考選部部長。2019年5月27日，獲時任總統蔡英文提名為司法院大法官。6月25日，在立法院大法官人事同意權的全院委員會上，被問及2014年反對兩岸實施服務貿易協議一事，表示她認為「憲法沒有顏色」、「認同於中華民國憲法價值」。6月27日，立法院正式通過大法官提名。並於同年10月1日就職。

## 家庭
已婚，丈夫李建良，國立臺灣大學法學院教授。

## 著作
- 初版. 臺北市: 元照. 2004-04. ISBN 9789574116928 （中文）. [18]

- 初版. 臺北市: 元照. 2014-08. ISBN 9789574186242 （中文）. [19]

## 外部參考
- Tzung-Jen Tsai.  (PDF). Duncker &Humblot.   [2024-08-30]. （原始内容存档 (PDF)于2024-08-30） （德语）.

| 中華民國政府職務 | 中華民國政府職務                                 | 中華民國政府職務 |
| ---------------- | ------------------------------------------------ | ---------------- |
| 考試院           |                                                  |                  |
| 前任： 邱華君    | 考選部部長 第十八任 2016年5月20日－2019年9月30日 | 繼任： 許舒翔    |